# 牙生·吐尔逊
牙生·吐尔逊（1985年—），新疆尉犁人，维吾尔族，中华人民共和国政治人物、第十二届全国人民代表大会新疆地区代表。
毕业于喀什师范学院体育教育专业。加入中国共产党。2013年，担任全国人大代表。